# Sandro Mariátegui
Sandro Tiziano Mariátegui Chiappe (Roma, 5 de diciembre de 1921 - Lima, 28 de septiembre del 2013) fue un abogado, escritor y político peruano. Miembro histórico y cofundador del partido Acción Popular, ejerció como senador en 3 periodos, siendo su presidente en el lapso 1982-1983, y diputado desde 1963 hasta su interrupción en 1968. Durante el segundo gobierno de Fernando Belaúnde Terry, asumió como presidente del Consejo de Ministros y como ministro de Relaciones Exteriores, así como ministro de Hacienda y Comercio en el primer gobierno. Fue hijo del reconocido escritor y pensador peruano, José Carlos Mariátegui.

## Biografía
Sandro Mariátegui nació en la ciudad de Roma, durante el reinado de Italia, el 5 de diciembre de 1921. Fue hijo de José Carlos Mariátegui, reconocido escritor peruano, y de Anna Chiappe. Junto con su familia pasó a Lima en 1923.
Estudió su primaria y secundaria en el Colegio Superior, dirigido por el profesor Carlos A. Velásquez. Luego ingresó a la Pontificia Universidad Católica del Perú donde estudió la carrera de Derecho.
Tras culminar sus estudios universitarios, asumió la dirección de la Librería e Imprenta Minerva en el distrito de Miraflores, que su padre fundara en el año 1925. Fue también director de la Librería-Imprenta Minerva y editor de la Biblioteca Amauta, promovió la recopilación y publicación de las obras completas de su padre.

## Compilación de las obras de José Carlos Mariátegui
Bajo la inspiración de su madre, Anita Chiappe Vda. de Mariátegui, y en colaboración con sus hermanos Sigfrido, Javier Mariátegui y José Carlos, entre 1959 y 1969 promovió la compilación de las obras completas de su padre en 20 volúmenes. Cabe recordar que en vida, José Carlos Mariátegui solo publicó dos libros, La escena contemporánea y los 7 ensayos de interpretación de la realidad peruana; dejó inacabados e inéditos dos más (El alma matinal y Defensa del marxismo publicadas en 1950 y 1955, respectivamente, aunque gran parte de ellos ya había sido publicada en la prensa). Todas estas obras, sumadas a la abundante producción periodística mariateguiana (entre artículos, conferencias, ensayos y una novela breve, Sigfrid y el profesor Canella), fueron reunidas hasta conformar 20 tomos. Hay que señalar sin embargo, que entre dichos tomos hay dos biografías del autor (una de María Wiesse y otra de Armando Bazán), una síntesis del contenido de la revista Amauta, realizada por Alberto Tauro del Pino y una antología poética de diversos autores inspirada en la vida y obra de Mariátegui. Si hablamos de las “obras completas” propiamente dichas, estas solo suman en realidad 16 tomos, que reúne toda la obra escrita que José Carlos Mariátegui realizó en el lapso de 7 años (1923-1930).
Complementando esta notable labor, en 1994, conmemorándose el centenario del nacimiento del escritor, se dio a luz una monumental obra en dos tomos, titulada Mariátegui total (Lima, Empresa Editora Amauta), que reúne todas sus obras y escritos, incluyendo los de su etapa juvenil. Y de 1989 al 2000 se editó el Anuario Mariateguiano, publicación periódica dedicada exclusivamente a la vida y obra de José Carlos Mariátegui.

## Trayectoria política
Formó parte del Frente Nacional de Juventudes Democráticas, que postuló la candidatura presidencial del arquitecto Fernando Belaúnde Terry en 1956, cuya inscripción fue admitida por el Jurado Nacional de Elecciones luego de una épica jornada cívica conocida como “El Manguerazo”. Belaúnde no triunfó entonces, al ser superado por Manuel Prado Ugarteche, pero a base del Frente de Juventudes se constituyó enseguida el partido Acción Popular, el 7 de julio de 1956, que triunfaría en las siguientes elecciones.

### Diputado por Lima
En las elecciones generales de 1963, fue elegido Diputado de la República por la Alianza Acción Popular-Democracia Cristiana para el periodo parlamentario 1963-1968.

### Ministro de Hacienda y Comercio
El 8 de septiembre de 1967, Mariátegui fue nombrado Ministro de Hacienda y Comercio por el expresidente Fernando Belaúnde en su 1.er gobierno.
Permaneció en el cargo hasta su renuncia en enero de 1968. Ese mismo año, su cargo como diputado fue interrumpido tras el golpe de Estado perpetrado por el general Juan Velasco Alvarado donde Mariátegui sufrió persecución, al igual que el resto de los prohombres del gobierno.
Fue arrestado y paseado engrilletado por el Centro de Lima.

### Senador de la República
Luego de la caída de Velasco, se convocaron a elecciones generales para 1980, donde Mariátegui fue elegido Senador de la República por Acción Popular para el periodo parlamentario 1980-1985.
El 26 de julio de 1982, fue elegido Presidente del Senado de la República para el periodo legislativo 1982-1983.

### Primer ministro y Canciller
El 10 de abril de 1984, tras la renuncia de Fernando Schwalb, Mariátegui fue nombrado Presidente del Consejo de Ministros por el expresidente Fernando Belaúnde en su 2.º gobierno.
El mismo día de asumir el Premierato, Mariátegui también fue nombrado Ministro de Relaciones Exteriores.
Durante su gestión, tuvo que hacer frente al problema de la inflación galopante y la crisis económica, así como a las acciones terroristas de Sendero Luminoso.
Permaneció en ambos cargos hasta su renuncia en octubre del mismo año, donde luego fue reemplazado por su compañero Luis Pércovich.
Para las elecciones generales de 1985, fue candidato a la 2.ª Vicepresidencia en la plancha presidencial de Javier Alva Orlandini por Acción Popular, sin embargo, la candidatura quedó en el 4.º lugar de las preferencias tras el triunfo de Alan García del APRA.
En las mismas elecciones, fue reelegido Senador por Acción Popular, con 39,585 votos, para el periodo parlamentario 1985-1990.
En las elecciones generales de 1990, fue nuevamente reelegido Senador de la República por el FREDEMO (alianza donde integraba Acción Popular), con 46,941 votos, para el periodo parlamentario 1990-1995.
El 5 de abril de 1992, su período como senador fue interrumpido tras la disolución del Congreso decretado por el expresidente Alberto Fujimori. Desde entonces se retiró de la vida pública y estuvo abocado a las labores editoriales. Fue también opositor al régimen dictatorial de Fujimori.

## Fallecimiento
Falleció el 28 de septiembre de 2013, a los 91 años, víctima de un ataque cardíaco, en una clínica de Lima.
Sus restos descansan, junto a los de su madre Anna y su hermano Javier, al lado de los de su padre en el Cementerio Presbítero Matías Maestro de Lima.